# Donbas Arena
Donbas Arena (ukr. Донбас Арена, ang. Donbass Arena) – stadion w Doniecku na Ukrainie. Swoje mecze rozgrywał na nim klub piłkarski Szachtar Donieck. Jest jednym z obiektów piłkarskich, na których odbywały się Mistrzostwa Europy w Piłce Nożnej 2012. Uroczyste otwarcie stadionu, uświetnione m.in. koncertem Beyoncé odbyło się 29 sierpnia 2009. Budowę stadionu Donbas Arena ufundował znany ukraiński biznesmen Rinat Achmetow. Jest jednym z najnowocześniejszych obiektów piłkarskich w Europie Wschodniej. W maju 2014 roku wyłączony z eksploatacji na skutek szkód powstałych podczas działań wojennych w Donbasie.

## Konstrukcja
Stadion Donbas Arena został zaprojektowany przez biuro projektowe ArupSport, projektanta m.in. City of Manchester Stadium, Allianz Arena w Monachium oraz Stadionu Narodowego w Pekinie. Stadion ma kształt owalny i przeszkloną fasadę, znajduje się w pobliżu regionalnego kompleksu sportowego Olimpiyskiy. Linia dachu obniża swoją wysokość w kierunkach północno-południowym, dobrze wpisując się w otoczenie krajobrazu parku oraz przyczynia się do wysokiej ilości naturalnego światła we wnętrzu na płycie boiska i trybunach. Gwałtowna różnica w wysokości dachu, daje wrażenie efektu, że stadion przypomina spodek latający. Niebieskie oświetlenie zewnętrzne sprawia, że jest bardzo dobrze widoczny w nocy. Stadion posiada kategorię ELITE oraz spełnia wszystkie wymogi UEFA, włącznie z prawem do organizacji finałów ligi mistrzów.
Budowę rozpoczęto 27 czerwca 2006 roku. Generalnym wykonawcą była turecka firma ENKA, znana na całym świecie z międzynarodowych projektów, zajmująca 37. miejsce na liście najlepszych generalnych wykonawców na świecie. Główna budowa stadionu trwała 36 miesięcy. Obiekt został ukończony przed czasem określonym w harmonogramie budowy i oficjalnie otwarty 29 października 2009.

## Otwarcie Stadionu
Otwarcie nastąpiło w symbolicznym dniu 29 sierpnia 2009 w czasie ukraińskiego święta górników, będącego również świętem Doniecka.
Amerykańska piosenkarka Pop i R&B Beyoncé Knowles wykonała show z trasy koncertowej zatytułowanej I Am... Tour. Był to jej pierwszy występ na Ukrainie, a samo wydarzenie odbyło się w nocy. Jakość wykonania ceremonii otwarcia, zaplanowanej przez K-events Filmmaster Group została nagrodzona mianem Wydarzenia roku na gali Stadium Business Awards 18 czerwca 2010 w Dublinie.
Pierwszy mecz klubu piłkarskiego Szachtar Donieck oraz Obołoń Kijów zakończył się zwycięstwem 4–0 gospodarzy w ramach Ukraińskiej ekstraklasy.

## Mecze Euro 2012
Stadion gościł turniej Euro 2012. Rozegrano na nim 3 mecze fazy grupowej, 1 ćwierćfinał i 1 półfinał.
| Nr | Rodzaj rozgrywek    | Data i godzina CEST   | Drużyna 1  | Wynik        | Drużyna 2 | Strzelcy bramek | Frekwencja |
| -- | ------------------- | --------------------- | ---------- | ------------ | --------- | --- | ---------- |
| 1  | ME 2012 Grupa D     | 11 czerwca 2012 18:00 | Francja    | 1:1          | Anglia    | Samir Nasri - Joleon Lescott                                                                                               | 47 400     |
| 2  | ME 2012 Grupa D     | 15 czerwca 2012 18:00 | Ukraina    | 0:2          | Francja   | Jérémy Ménez, Yohan Cabaye                                                                                                 | 48,000     |
| 3  | ME 2012 Grupa D     | 19 czerwca 2012 20:45 | Anglia     | 1:0          | Ukraina   | Wayne Rooney | 48,700     |
| 4  | ME 2012 ćwierćfinał | 23 czerwca 2012 20:45 | Hiszpania  | 2:0          | Francja   | Xabi Alonso (2x) | 47 000     |
| 5  | ME 2012 półfinał    | 27 czerwca 2012 20:45 | Portugalia | 0 (2): 0 (4) | Hiszpania | (João Moutinho · Pepe · Nani · Bruno Alves · : Xabi Alonso · Andrés Iniesta · Gerard Piqué · Sergio Ramos · Cesc Fàbregas) | 48 000     |

## Użytkowanie
Jak na większości stadionów w Europie istnieje możliwość zwiedzania stadionu na prawach wyłączności z dostępem do stref stadionu zazwyczaj niedostępnych. Projekt stadionu w Doniecku istniał długo przed przyznaniem Polsce i Ukrainie praw do organizacji mistrzostw UEFA Euro 2012. Właściciel stadionu zaplanował ją tak, aby bez przerwy przynosiła dochód i była codziennie użytkowana, dlatego też znajdują się tu:
- 3 restauracje
- Lounge Bar
- Bary szybkiej obsługi
- Kawiarnia kibica
- Sklepy (oraz sklep kibica)
- Centrum fitness
- Sale konferencyjne (dla potrzeb prezentacji, konferencji prasowych, minikoncertów)

## Fakty
- Łączna powierzchnia wynosi 254 907 m²
- Powierzchnia na której znajduje się stadion to 46 780 m²
- Wysokość stadionu wynosi 54 m (od poziomu murawy)
- Ponad 120 000 m³ betonu wylano w czasie budowy
- Około 4300 ton stali użyto do budowy konstrukcji
- Około 3800 ton stali użyto do budowy konstrukcji stalowej dachu
- Łącznie powierzchnia szklana fasady wynosi 24 000 m²
- Rozmiar płyty boiska to 105 × 68 m
- 7668 m² naturalnej murawy będzie użyte oraz w wysokości 2201 m² sztucznej
- 1158 dni robót trwała budowa
- Na stadionie znajduje się: 1159 miejsc dla mediów, 196 dla niepełnosprawnych, 830 w 45 lożach VIP
- 3800 miejsc nie ma zadaszenia
- 2 ekrany o pow. 92m2
- 6000 punktów do podłączenia się do sieci komputerowej
- ogrzewanie gazowo promienniki podczerwieni tworzą dwa pierścienie, 550 grzałek o łącznej mocy 22 MW[8]
- 272 projektory o natężeniu 2000 lx[9]

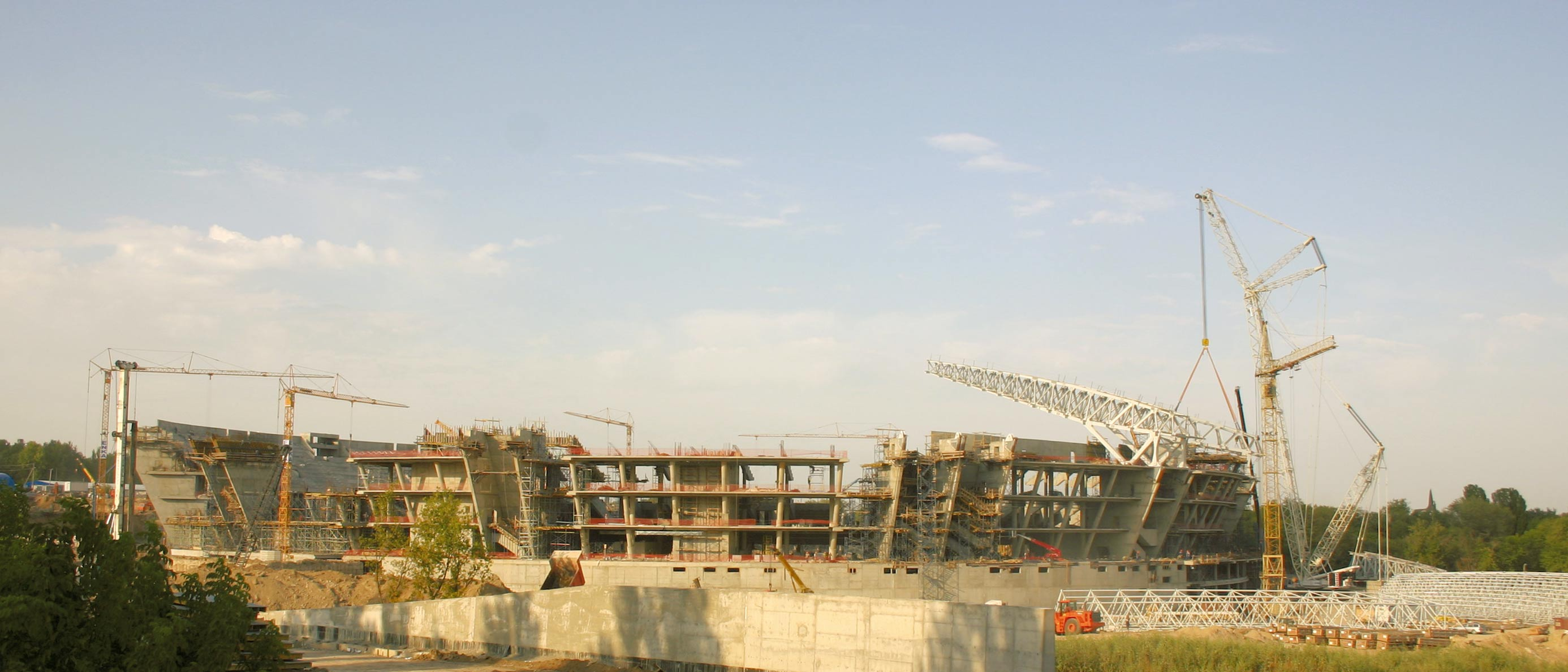
Plac budowy w 2007